# Concili di Clovesho
I concili di Clovesho o Clofesho furono una serie di sinodi a cui partecipavano re, vescovi, abati e nobili anglosassoni nell'VIII e IX secolo. Ebbero luogo in un luogo sconosciuto nel Regno di Mercia.

## Posizione
L'ubicazione del toponimo Clovesho non è mai stata identificata in modo definitivo. Gli studiosi ritengono che Clovesho dovesse essere situato nel Regno di Mercia, o vicino ad esso, e abbastanza vicino alle sedi dei vescovi dell'Inghilterra meridionale. È stato descritto da Clifford Offer come "il luogo perduto più famoso dell'Inghilterra anglosassone".
Il candidata più forte per la posizione di Clovesho è stata a lungo Brixworth nel Northamptonshire, dove la chiesa anglosassone sopravvissuta della Chiesa di Tutti i Santi è indicativa dell'importanza dell'insediamento durante il periodo anglosassone. Luoghi alternativi sono stati ritenuti Cliffe (precedentemente chiamato Cliffe-at-Hoo), Abingdon e Tewkesbury (che erano considerati da Arthur West Haddan e William Stubbs basati su prove inaffidabili), così come Hitchin nell'Hertfordshire.
Si conoscono le date dei concili e i loro atti. I concilli di Clovesho per i quali esistono prove autentiche ebbero luogo nel 742, 747, 794, 798, 803, 824 e 825.

## Scopo e natura dei concili
Quando l'arcivescovo Teodoro di Canterbury tenne il concilio di Hertford, nel 672 o 673, dichiarò ai vescovi riuniti di essere stato "nominato dalla Sede Apostolica vescovo della Chiesa di Canterbury". Fu approvato un canone in base al quale in futuro i sinodi annuali si sarebbero tenuti il 1º agosto di ogni anno "nel luogo che è chiamato Clofeshoch". Questa sentenza rappresenta l'inaugurazione del primo sistema parlamentare noto per aver operato nelle isole britanniche; "non c'era mai stato un parlamento con autorità sufficiente per decidere su questioni riguardanti tutto il popolo inglese". Gli incontri si tennero a Clovesho per più di 150 anni.
I concili di Clovesho, e quelli generalmente del periodo anglosassone, erano assemblee miste che includevano vescovi, abati, il re di Mercia e i capi del suo regno. I concili avevano il carattere non solo di un sinodo ecclesiastico ma del Witenagemot, un'assemblea della classe dirigente la cui funzione primaria era quella di consigliare il re. Gli affari della Chiesa erano decisi dai vescovi, che erano a loro volta presieduti dall'arcivescovo. Il re presiedeva i suoi capi e conferiva la sua autorità alle loro decisioni. Non ci sono prove di alcuna interferenza reale nella legislazione spirituale o nei giudizi della Chiesa. L'Inghilterra non era ancora unita in un regno, ma le decisioni prese a Clovesho, per quanto si può giudicare dalle firme dei partecipanti, rappresentavano le decisioni dell'intera Chiesa inglese a sud dell'Humber. 
Settant'anni dopo il concilio di Hertford, si tenne il primo concilio di Clovesho di cui abbiamo una documentazione autentica. Il Cartulario di Canterbury conteneva uno statuto in cui si affermava che nel 716 il privilegio di Wihtred alle chiese era "confermato e ratificato in un sinodo tenutosi nel mese di luglio in un luogo chiamato Clovesho". Qualche dubbio è stato espresso circa l'autenticità di questo documento. 

## Concilio del 742
Il primo concilio di Clovesho fu presieduto da Æthelbald di Mercia e dall'arcivescovo Cuthbert di Canterbury. Secondo il resoconto dei suoi atti, il concilio "indagò diligentemente sui bisogni della religione, il Credo come espresso dall'antico insegnamento dei Padri, ed esaminò attentamente come le cose fossero ordinate al primo inizio della Chiesa qui in Inghilterra, e dove si manteneva l'onore dei monasteri secondo le regole della giustizia». Fu solennemente confermato il privilegio di Wihtred, che assicurava la libertà della Chiesa. Non vennero menzionate altre disposizioni.

## Concilio del 747
Il secondo concilio di Clovesho fu uno dei più importanti raduni di questo tipo registrati nella storia della Chiesa anglosassone. I suoi atti furono copiati da Spelman da un antico manoscritto cottoniano, oggi perduto.
Gli atti affermano che il concilio era composto da "vescovi e dignitari di grado minore delle varie province della Gran Bretagna" e che era presieduto dall'arcivescovo Cuthbert.  Secondo un manoscritto conservato da Guglielmo di Malmesbury, "erano presenti re Ethelbald e i suoi principi e capi". 
Gli atti raccontavano che «il metropolita, come presidente, portò anzitutto in mezzo a loro due lettere del Domnus Apostolicus, papa Zaccaria, venerato in tutto il mondo, e con grande cura queste furono lette chiaramente, e anche apertamente tradotte in nostra lingua, secondo quanto egli stesso aveva comandato con la sua autorità apostolica». Le lettere pontificie sono descritte come contenenti un fervente ammonimento, rivolto al popolo inglese di ogni ceto e condizione, e stabilivano che coloro che avessero condannato questi avvertimenti e fossero rimasti ostinati nella loro malizia avrebbero dovuto essere puniti con la scomunica. Il concilio elaborò quindi trentuno canoni, la maggioranza dei quali trattava di materie di disciplina ecclesiastica e di liturgia.
I canoni XIII e XV sono degni di nota in quanto mostrano la stretta unione della Chiesa anglosassone con la Santa Sede. Lo affermava il tredicesimo canone:
[Tutte] le feste più sacre di Nostro Signore fatto uomo, in tutto ciò che lo riguarda, cioè: nell'Ufficio del Battesimo, la celebrazione delle messe, nel modo del canto, sia celebrata in uno e lo stesso modo, cioè secondo il campione che abbiamo ricevuto per iscritto dalla Chiesa romana. Ed inoltre, durante tutto l'anno, si tengano in un medesimo giorno le feste dei Santi, con la salmodia e il canto propri, secondo il Martirologio della medesima Chiesa Romana. 
Il canone XV aggiungeva che nelle sette ore dell'Ufficio quotidiano e notturno il clero «non deve osare cantare o leggere nulla che non sia sancito dall'uso generale, ma solo ciò che discende per autorità della Sacra Scrittura, e che l'uso della Chiesa romana permette».
Altri canoni richiedevano che le litanie e le rogazioni fossero osservate dal clero e dal popolo con grande riverenza "secondo il rito della Chiesa romana". Le feste di Papa Gregorio I e di Agostino di Canterbury, "il quale fu inviato al popolo inglese dal nostro detto Papa e padre San Gregorio", dovevano essere celebrate solennemente. Il clero e i monaci vivessero in modo da essere sempre preparati a ricevere degnamente il santissimo Corpo e Sangue del Signore, e i laici fossero esortati alla pratica della comunione frequente. Le persone che non conoscevano il latino dovevano unirsi alla salmodia intenzionalmente e doveva essere insegnato loro a dire preghiere per i vivi o per il riposo delle anime dei morti in inglese. Né il clero né i monaci dovevano abitare nelle case del popolo, né adottare o imitare l'abito che indossano i laici.

## Concilio del 794
Il verbale del terzo concilio di Clovesho è una carta con la quale Offa di Mercia concedeva una terra per scopi devoti. Lo statuto affermava di essere stato redatto "nel concilio sinodale generale nel luogo più celebrato chiamato Clofeshoas".
Intorno al periodo in cui i legati pontifici presiedevano il Concilio di Chelsea nel 787, Offa aveva ottenuto da papa Adriano I che fosse creato un nuovo arcivescovado a Lichfield e che le sedi merciane fossero soggette alla sua giurisdizione e ritirate da quella di Canterbury. Di conseguenza, in questo Concilio del 794, Higberto di Lichfield, al quale il papa aveva inviato il pallio, firmò come arcivescovo.

## Concilio del 798
Nel 798 venne tenuto un concilio a Clovesho dall'arcivescovo Ethelheard con la presenza di Coenwulf di Mercia, i vescovi, gli abati e i capi della provincia. I suoi atti sono riportati in un documento dell'arcivescovo Ethelheard, il quale affermava che la sua prima preoccupazione era di esaminare diligentemente "in che modo si tenesse la fede cattolica e come fosse praticata la religione cristiana tra di loro". A questa domanda «rispondevano tutti con una voce sola: «Sia noto alla Vostra Paternità che, come già ci è stato consegnato dalla Santa Romana Sede Apostolica, dalla missione del Santissimo Papa Gregorio, così noi crediamo, e ciò in cui crediamo, in tutta sincerità facciamo il nostro meglio mettere in pratica." 
Il concilio dedicò anche del tempo a trattare le questioni relative alla proprietà della chiesa e a produrre un accordo di scambio di terre tra l'arcivescovo e la badessa Cwenthryth.

## Concilio dell'803
Il quinto concilio di Clovesho fu uno dei più notevoli della serie, poiché i suoi atti contenevano la dichiarazione della restituzione delle sedi merciane alla Provincia ecclesiastica di Canterbury per autorità di papa Leone III.
Nel 798 Coenwulf di Mercia indirizzò al papa una lunga lettera, in cui rappresentava "con grande affetto e umiltà" gli svantaggi del nuovo arcivescovado di Lichfield, creato undici anni prima da Papa Adriano I. Nella lettera il re sottoponeva l'intera causa al papa, chiedendo la sua benedizione e dicendo: "Ti amo come uno che è mio padre, e ti abbraccio con tutta la forza della mia obbedienza", e prometteva di rimettersi in ogni cosa dalla sua decisione. "Ritengo opportuno piegare umilmente l'orecchio della nostra obbedienza ai tuoi santi comandamenti, e adempiere con tutte le nostre forze qualunque cosa possa sembrare a Vostra Santità che dobbiamo fare".
Æthelhard, arcivescovo di Canterbury, si recò a Roma per implorare la restituzione delle sedi. Nell'802 Leone accolse la petizione del re e dell'arcivescovo e rilasciò a quest'ultimo una bolla papale in cui gli restituiva la piena giurisdizione di cui godevano i suoi predecessori. Il papa comunicò questo giudizio in una lettera a Coenwulf.
Questa decisione fu debitamente proclamata nel concilio di Clovesho tenutosi l'anno successivo. L'arcivescovo Ethelheard dichiarò al sinodo che "con la cooperazione di Dio e del Signore Apostolico, il Papa Leone", lui e i suoi confratelli avevano ratificato all'unanimità i diritti della sede di Canterbury e che un arcivescovado non dovrebbe mai più essere fondato a Lichfield, e che la concessione del pallio fatta "con il consenso e il permesso del Signore Apostolico Papa Adriano, sia considerata nulla, essendo stata ottenuta di nascosto e per malvagia suggestione".  Dopo che Higbert, arcivescovo di Lichfield, si sottomise al giudizio pontificio e si ritirò in un monastero, la Mercia ritornò alla giurisdizione di Canterbury.

## Sinodi successivi
Nell'824 e nell'825 si tennero altri due sinodi a Clovesho, con "Beornwulf, re di Mercia, che presiedeva e il venerabile arcivescovo Wulfred che governava e controllava il Sinodo", secondo il resoconto del primo, e "Wulfid l'arcivescovo che presiedeva, e anche Beornwulf, Re di Mercia", secondo il secondo. La prima assemblea si occupò di decidere una causa riguardante un'eredità e la seconda di porre fine a una controversia tra l'arcivescovo e la badessa Cwenthryth.